# Dariusz Nowacki (piłkarz)
Dariusz Nowacki  (ur. 13 maja 1965 w Łodzi) – polski piłkarz, grający na pozycji pomocnika lub obrońcy.

## Kariera
Wychowanek ŁKS-u Łódź, w barwach którego rozegrał ponad 130 spotkań w ekstraklasie. Z drużyną tą osiągnął swoje największe sukcesy w karierze - 3. miejsce MP w 1993 roku oraz finał Pucharu Polski w rok później. Ponadto, w 1983 roku zdobył tytuł mistrza Polski juniorów. Po 1995 roku i wyjeździe z Łodzi grał m.in. w Górniku Konin, Karkonoszach Jelenia Góra, Świcie Nowy Dwór Mazowiecki oraz Pelikanie Łowicz.
Ojciec Adriana Nowackiego, bramkarza, który występował w drużynie młodej ekstraklasy ŁKS.